# Adam Eustachiewicz

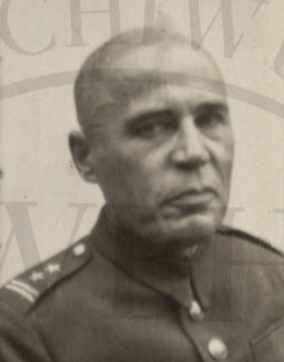
Ppłk Adam Eustachiewicz

Adam Karol Marian Eustachiewicz (ur. 5 września 1895 w Chodorowie, zm. 25 sierpnia 1973 we Wrocławiu) – podpułkownik Wojska Polskiego, działacz niepodległościowy, kawaler Orderu Virtuti Militari. 

## Życiorys
Urodził się 5 września 1895 w Chodorowie, w ówczesnym powiecie bóbreckim Królestwa Galicji i Lodomerii, w rodzinie Władysława, nauczyciela, kierownika szkoły powszechnej, i Marii z Rotów. Był młodszym bratem Kazimierza (1893–1962). Ukończył szkołę powszechną w rodzinnym mieście. Od roku szkolnego 1906/1907 uczęszczał do c. k. Gimnazjum Wyższego w Brzeżanach. Następnie kontynuował naukę w c. k. Gimnazjum VIII we Lwowie. Tam w 1914 zdał maturę.
15 lipca 1915 wstąpił do Legionów Polskich. Walczył w szeregach 4. kompanii 6 pułku piechoty, początkowo jako szeregowiec, a następnie sekcyjny. 4 sierpnia 1916 pod Rudką Miryńską został ranny. We wrześniu 1917, w następstwie kryzysu przysięgowego, został zatrzymany i osadzony w areszcie śledczym w Przemyślu jako jeden „przywódców buntu przeciwko służbie w Polskim Korpusie Posiłkowym”. 22 listopada 1917 został wcielony do cesarskiej i królewskiej Armii i skierowany do jednego z batalionów zapasowych. Po ukończeniu szkoły oficerów rezerwy został wysłany na front serbski. Służbę w armii zaborczej zakończył 1 listopada 1918.
W grudniu 1918 został przyjęty do Wojska Polskiego i przydzielony do 6 pułku piechoty Legionów, w którym awansował na sierżanta i dowodził plutonem. 2 sierpnia 1919 został mianowany z dniem 1 sierpnia 1919 podporucznikiem w piechocie. Jako oficer nadal dowodził plutonem, a później pełnił obowiązki adiutanta batalionu i dowodził kompanią. 23 maja 1920 dowódca 6 pp Leg. major Bolesław Popowicz we wniosku na odznaczenie Orderem Virtuti Militari napisał:

Dnia 11 V podczas atakowania wsi Pogrjeby jako dowódca plutonu 10. kompanii 6 pp Leg. prowadził okrążający atak na przeważającego nieprzyjaciela. Po zajęciu Pogrjebów nieprzyjaciel usiłował za wszelką cenę [zniszczyć] słabą załogę broniącą się na południowo-wschodnim krańcu wsi – równocześnie obchodząc wieś ze strony wschodniej. Ppor. Eustachiewicz rzuca się z brawurą z kilkunastu żołnierzami do kontrataku, wypiera ze wsi silniejszego nieprzyjaciela, lecz w tym czasie pada dwukrotnie ranny.

25 czerwca 1920 pod Pergą został ranny po raz trzeci. 19 stycznia 1921 został zatwierdzony z dniem 1 kwietnia 1920 w stopniu kapitana, w piechocie, w grupie oficerów byłych Legionów Polskich. Po zakończeniu działań wojennych kontynuował służbę w 6 pp Leg. Wiosną 1922 został formalnie przeniesiony do rezerwy z pozostawieniem w służbie czynnej, w macierzystym pułku.
8 stycznia 1924 został zatwierdzony w stopniu kapitana ze starszeństwem z 1 czerwca 1919 i 1537. lokatą w korpusie oficerów rezerwy piechoty. 23 sierpnia 1924 został przemianowany z dniem 1 lipca 1924 na oficera zawodowego w stopniu kapitana ze starszeństwem z 1 lipca 1919 i 10. lokatą w korpusie oficerów piechoty. Później został przeniesiony do 49 pułku piechoty w Kołomyi na stanowisko dowódcy kompanii strzeleckiej, a następnie przesunięty na stanowisko adiutanta pułku. Był także przydzielony do Dowództwa 11 Dywizji Piechoty w Stanisławowie na stanowisko I oficera sztabu. W kwietniu 1928 został zwolniony ze stanowiska oficera przysposobienia wojskowego pułku, a w lipcu tego roku przeniesiony do 68 pułku piechoty we Wrześni na stanowisko dowódcy kompanii. 2 kwietnia 1929 prezydent RP nadał mu z dniem 1 stycznia 1929 stopień majora  w korpusie oficerów piechoty i 75. lokatą. W lipcu tego roku został zatwierdzony na stanowisku dowódcy batalionu. W październiku 1931 został przesunięty na stanowisko kwatermistrza. W październiku 1932 został przeniesiony do 72 pułku piechoty w Radomiu na stanowisko kwatermistrza. W tym czasie obowiązki służbowe łączył z funkcją przewodniczącego miejscowego „Koła Szóstaków”. W 1937 został przeniesiony do 50 pułku piechoty w Kowlu na stanowisko dowódcy III batalionu, detaszowanego w Sarnach. Na stopień podpułkownika został awansowany ze starszeństwem z 19 marca 1938 i 26. lokatą w korpusie oficerów piechoty. W czerwcu 1938 został przeniesiony do 34 pułku piechoty w Białej Podlaskiej na stanowisko I zastępcy dowódcy pułku. We wrześniu 1939 przebywał w Ośrodku Zapasowym 9 Dywizji Piechoty w Siedlcach.
7 października 1939, w drodze do Lublina, dostał się do niewoli niemieckiej. Do 29 kwietnia 1945 przebywał w Oflagu VII A Murnau. Po uwolnieniu z niewoli wrócił do kraju i 5 września 1945 został zarejestrowany w Rejonowej Komendzie Uzupełnień Biała Podlaska. 4 października 1945 przybył do 7 pułku piechoty i został wyznaczony na stanowisko zastępcy dowódcy pułku do spraw liniowych. W 1948 pełnił służbę w Dowództwie Okręgu Wojskowego Nr IV we Wrocławiu na stanowisku starszego pomocnika szefa Wydziału VII Wyszkolenia Bojowego. Zmarł 25 sierpnia 1973 i został pochowany na Cmentarzu Grabiszyńskim (pole 4, grób 40, rząd 13).
W 1927 ożenił się z Heleną z Bielskich (1902–1953), z którą miał syna Stanisława Jerzego (1928–2016).

## Ordery i odznaczenia
- Krzyż Srebrny Orderu Wojskowego Virtuti Militari nr 802[2] – 16 lutego 1921[44][45]
- Krzyż Niepodległości – 6 czerwca 1931 „za pracę w dziele odzyskania niepodległości”[46]
- Krzyż Walecznych czterokrotnie[37][47] (po raz czwarty „za udział w b. Legionach Polskich”[48])
- Złoty Krzyż Zasługi[37]
- Krzyż Pamiątkowy 6 pułku piechoty Legionów Polskich[49]
- Odznaka Pamiątkowa Więźniów Ideowych[50]
- Brązowy Medal Waleczności[51]